# Aeroportul Sumbawanga
Aeroportul Sumbawanga (IATA: SUT, ICAO: HTSU) este un aeroport din Regiunea Rukwa, Tanzania. Aeroportul a fost tranzitat în noiembrie 2017 de 10 pasageri.
Situat la o altitudine de 1.804 m, aeroportul dispune de o singură pistă. Este operat de Tanzania Airports Authority⁠(d).